# Usine Stellantis de Caen
 (juillet 2021).
Si vous disposez d'ouvrages ou d'articles de référence ou si vous connaissez des sites web de qualité traitant du thème abordé ici, merci de compléter l'article en donnant les références utiles à sa vérifiabilité et en les liant à la section « Notes et références ».
 (juillet 2021).
 (juillet 2021).
L'usine Stellantis de Caen, créée en 1963 par Citroën, est une usine de mécanique (construction de pièces) qui fabrique des liaisons au sol et des transmissions pour les Citroën C2, C3, C3 Pluriel, C5, C6, et Peugeot 1007, 206, 207, 307 et 407.

## Chronologie
1963 voit l'inauguration de l'usine Citroën de Caen. La fabrication des liaisons au sol de la 2 CV est mise en œuvre dans le complexe industriel. L'usine a été construite sur le site des anciennes Aciéries de Pompey désaffectées depuis plusieurs années.
En 1971, l'usine démarre la conception des liaisons au sol de la GS, qui fut élue voiture de l’année, une grande réussite pour Citroën qui permettra de soutenir les ventes de ce modèle.
Une extension de la surface couverte de l’usine est rapidement nécessaire. Elle est réalisée en 1973 avec la construction d’un nouveau bâtiment à destination du ferrage.
En 1982 l'usine démarre la fabrication des essieux arrière en série pour la BX, suivie du lancement des ateliers de transmissions en 1983.
L'usine met en place en 1988 une nouvelle technique de soudage : la soudure par friction. Il s'agit d'un procédé de soudage mécanique où la chaleur nécessaire pour le soudage est fournie en frottant ou en mettant en rotation l’une contre l’autre les pièces à assembler sous une pression axiale. Cette méthode est pratique pour son efficacité et sa facilité à être automatisée.
En 1993, une opération portes ouvertes est organisée en Normandie pour fêter les 30 ans de l'usine.
L'usine obtient la certification ISO 9001 en 2000. Cela certifie la mise en place d'un système de management de la qualité au sein de l'établissement.
Les années suivantes verront de nouveaux éléments importants fabriqués pour plusieurs modèles du Groupe PSA. En 2001 est lancée la fabrication de la traverse de la Citroën C5. En 2004 la première fabrication des liaisons au sol de la Peugeot 407.
En 2005, la production de l'usine de 2 500 salariés a permis d'équiper 12 000 véhicules par jour, avec une production moyenne de 15 500 transmissions, 11 000 berceaux, 5 100 traverses, 11 530 ensembles de roues et 4 750 sphères.
En 2006 est lancée la fabrication des liaisons au sol de la Peugeot 207 qui deviendra un Best-seller de la marque (Voiture la plus vendue en France et en Europe pour l'année 2007).
L'usine inaugure ensuite en 2010 un robot de nouvelle génération, plus ergonomique, en sortie de cabine peinture, une première en France mais aussi en Europe. Cette même année, les Citroën C3/DS 3 sont lancées.
En 2011, l'usine lance l’école métier et la Safety box en ses murs.
L'usine opère en 2013 une montée en cadences des activités de production liées à la nouvelle plateforme du groupe. Le site de Caen fête également ses 50 ans d’existence.
Les certifications des normes ISO TS sont réalisées en 2015. Elles sont liées aux démarches qualité dans l'industrie automobile.
L'usine lance en 2016 un plan de transformation afin de rester concurrentiel dans ses métiers. Cette même année verra la perte de l’activité d'usinage de disques de freins à Caen, activité délocalisée sur le site de Sept-Fons.
Le site lance en 2017 son plan de transformation et de compétitivité projet "Caen 2020". Ce plan consiste en une réduction de la surface du bâtiment et du terrain, accompagnée d'une modernisation et d'une montée en cadence de 20.000 unités supplémentaires par semaine.
Le site récupère finalement en 2018 la production des marques automobiles Opel et Vauxhall.
Entre fin 2019 et début 2020 sont démolis les anciens bâtiments 60 et administratif ainsi que le magasin central qui est vendu à la communauté urbaine de Caen la Mer.
Le site lance en 2021 son nouveau projet leadership Caen 2024 pour une nouvelle montée en cadence de la production.
Le samedi 16 janvier 2021, le Groupe PSA et le groupe FCA Fiat Chrysler Automobiles fusionnent et deviennent Stellantis, le quatrième groupe automobile mondial.

## Évolution des effectifs
- 2005 l'usine compte 2500 salariés.[réf. nécessaire]
- 2014 l'usine compte moins de 1400 salariés.[réf. nécessaire]
- 2016 l'usine compte moins de 1300 salariés.[réf. nécessaire]
- 2018 l'usine compte moins de 1200 salariés
- 2020 (mars) l'usine compte 1098 salariés (soit une perte de 1400 emplois directs).
- 2023 (juin) l'usine compte 1100 salariés ainsi qu'environ 200 intérimaires[3].